# Rachele Bruni
Pour les articles homonymes, voir Bruni.
Rachele Bruni (née le 4 novembre 1990) est une nageuse italienne, spécialiste des épreuves de nage en eau libre.

## Carrière
Elle remporte la médaille d'argent du 10 km lors des Jeux olympiques de 2016 à Rio. Arrivée en même temps que la Française Aurélie Muller, cette dernière est disqualifiée pour avoir bousculé sa concurrente à l'arrivée.
Elle dédie sa médaille d'argent à sa compagne Diletta, devenant la première médaillée olympique italienne à faire son coming out.

## Palmarès

### Jeux olympiques
- Jeux olympiques de 2016 à Rio de Janeiro ( Brésil) :
  -  Médaille d'argent sur 10 km eau libre

### Championnats du monde
- Championnats du monde de natation 2017 à Budapest ( Hongrie) :
  -  Médaille de bronze sur 5 km relais
- Championnats du monde de natation 2019 à Gwangju ( Corée du Sud) :
  -  Médaille de bronze sur 10 km
  -  Médaille de bronze sur 5 km relais

### Championnats d'Europe
- Championnats d'Europe de nage en eau libre 2008 à Dubrovnik (Croatie) :
  -  Médaille d'or du 5 km en eau libre
  -  Médaille d'or du 5 km team event en eau libre
- Championnats d'Europe de natation 2010 à Budapest (Hongrie) :
  -  Médaille d'argent du 5 km team event en eau libre
- Championnats d'Europe de nage en eau libre 2011 à Eilat (Israel) :
  -  Médaille d'or du 5 km en eau libre
  -  Médaille d'argent du 10 km en eau libre
  -  Médaille d'or du 5 km team event en eau libre
- Championnats d'Europe de nage en eau libre 2012 à Piombino (Italie) :
  -  Médaille d'or du 5 km en eau libre
  -  Médaille d'or du 5 km team event en eau libre
- Championnats d'Europe de nage en eau libre 2016 à Hoorn (Pays-Bas) :
  -  Médaille d'or du 10 km en eau libre
  -  Médaille d'or du 5 km team event en eau libre
- Championnats d'Europe de natation 2018 à Glasgow ( Royaume-Uni) :
  -  Médaille de bronze sur 5 km eau libre
- Championnats d'Europe de natation 2020 à Budapest ( Hongrie) :
  -  Médaille d'or du 5 km team event en eau libre
  -  Médaille de bronze sur 10 km eau libre